# Alexander Nikolajewitsch Perow
Alexander Nikolajewitsch Perow (russisch Александр Николаевич Перов; * 2. Juni 1955 in Kaliningrad) ist ein sowjetischer ehemaliger Radrennfahrer und nationaler Meister im Radsport.

## Sportliche Laufbahn
Perow war Bahnradsportler. Bei den Bahnradsport-Weltmeisterschaften 1975 in Lüttich gewann der sowjetische Bahnvierer mit Wladimir Ossokin, Alexander Perow, Witali Petrakow und Wiktor Sokolow die Silbermedaille hinter dem Vierer aus der Bundesrepublik Deutschland. Ein Jahr später bei den Olympischen Sommerspielen 1976 in Montreal standen sich beide Mannschaften erneut im Finale gegenüber. Der sowjetische Vierer mit Wladimir Ossokin, Alexander Perow, Witali Petrakow und Wiktor Sokolow unterlag erneut dem Bahnvierer des Bundes Deutscher Radfahrer. Bei den Bahnradsport-Weltmeisterschaften 1977 kamen Wladimir Ossokin, Witali Petrakow und Wassili Ehrlich und Alexander Perow auf den 4. Platz.
1975 siegte er in der nationalen Meisterschaft in der Einerverfolgung, 1976 wurde er Vize-Meister. 1976 holte er den sowjetischen Titel in der Mannschaftsverfolgung mit Wladimir Ossokin, Witali Petrakow und Wiktor Sokolow. Er startete für den Verein Dinomo Krasnodar.